# 鮮于
鮮于（せんう）は、漢姓の一つ。朝鮮・中国では珍しい二字姓である。

## 中国の姓
鮮于（せんう）は、中華圏の姓。『百家姓』の437番目。
珍しい姓である。2020年の中華人民共和国の統計では人数順の上位14位の複姓に入っておらず、台湾の2018年の統計では860番目に多い姓で、24人がいる。

### 由来
周の武王が箕子を朝鮮に封じ、その庶子の仲が于の地を采邑としたため、朝鮮と于から鮮于を氏としたという。
ほかに丁零にも鮮于姓があった。五胡十六国時代に趙王を名乗った鮮于乞や、定州丁零の鮮于台陽などの名が史書に見える。

### 著名な人物
- 鮮于輔 - 三国時代の魏の軍人。
- 鮮于丹 - 三国時代の呉の軍人。
- 鮮于亮 - 五胡十六国時代後趙・前燕の軍人
- 鮮于修礼 - 北魏の反乱指導者。丁零族。
- 鮮于世栄 - 東魏・北斉の軍人。
- 鮮于枢（中国語版） - 元の書家。

## 朝鮮の姓
鮮于（せんう、ソヌ、朝: 선우）は、朝鮮人の姓の一つである。朝鮮・中国では珍しい二字姓である。

### 著名な人物
- 鮮于爀（朝鮮語版） - 独立運動家。
- 鮮于日（朝鮮語版） - ジャーナリスト。
- 鮮于筍 - ジャーナリスト。
- 鮮于甲（朝鮮語版） - ジャーナリスト。
- 鮮于鎮（朝鮮語版） - 独立運動家。
- 鮮于珍（朝鮮語版） - 軍人。
- 鮮于煇 - 20世紀の小説家、ジャーナリスト。
- 鮮于煉 - 鮮于煇の弟、韓国の国会議員。
- 鮮于鉦 - 鮮于煇の息子、朝鮮日報元東京特派員、国際部長。
- 鮮于宗源（朝鮮語版） - 法律家。
- 鮮于仲皓 - 土木工学者。
- 鮮于永彬（朝鮮語版） - 実業家。
- 鮮于景植（朝鮮語版） - 医師。
- 鮮于大泳（朝鮮語版） - 野球選手。
- ソヌ・ジェドク（朝鮮語版）（鮮于載徳） - 俳優。
- ソヌ・ウンスク（朝鮮語版）（鮮于銀淑） - 女優。
- ソヌ・ジョンア（朝鮮語版） - 歌手。
- ソヌ・ギョン（朝鮮語版） - アナウンサー。
- 鮮于香姫（朝鮮語版） - 北朝鮮のモランボン楽団のメンバー。

### 氏族
本貫は太原鮮于氏が大宗である。平壌鮮于氏というのがあるともいうが詳細は不明。『太原鮮于氏世譜』によれば高麗文宗の時代に中書注書の鮮于靖が始祖である。鮮于氏は清州韓氏、幸州奇氏と共に箕子朝鮮に起源をもつ。『清州韓氏世譜』によれば箕子の第48代孫に友諒、友誠、友平の3兄弟がおり、それぞれ鮮于氏、箕（奇）氏、韓氏の祖先となった。または、箕子が箕子朝鮮を立てた後、長男・松を荘恵王に封じて、次男・仲を于山国に封じてその子孫が朝鮮の鮮と于山国の于を取って、姓とし、箕子の出身地中国山西省太原市を貫郷とした。いずれにしろ、始祖を鮮于靖、中始祖鮮于浹とし、現在に続いている。李氏朝鮮時代に4人の文科及第者を輩出した。
| 氏族（地域） | 創始者                                     | 人数（2015年） |
| ------------ | ------------------------------------------ | -------------- |
| 金安鮮于氏   |                                            | 9              |
| 岐原鮮于氏   |                                            | 9              |
| 大元鮮于氏   |                                            | 57             |
| 水原鮮于氏   |                                            | 8              |
| 安城鮮于氏   |                                            | 12             |
| 定州鮮于氏   |                                            | 5              |
| 清州鮮于氏   |                                            | 10             |
| 忠州鮮于氏   |                                            | 16             |
| 太原鮮于氏   | 箕子朝鮮に起源をもつ、高麗文宗時代の鮮于靖 | 3,329          |
| 太宗鮮于氏   |                                            | 16             |
| 太川鮮于氏   |                                            | 25             |
| 太村鮮于氏   |                                            | 6              |
| 太平鮮于氏   |                                            | 15             |

### 人口と割合
1930年度、日本統治下で行われた国勢調査によれば当時1226所帯中770世帯が平安北道に、258世帯が平安南道に分布していた。現在韓国地域に住む(下記の表参照)鮮于氏は大多数が関西地方（関西とは平安道、黄海道）から南下して来た人々である。朝鮮戦争前後に共産主義に反対し、逃れてきた人も多い。
| 年度   | 人口    | 世帯数  | 順位         | 割合 |
| ------ | ------- | ------- | ------------ | ---- |
| 1960年 |         |         |              |      |
| 1985年 |         | 756世帯 | 274姓中131位 |      |
| 2000年 | 3,560人 |         |              |      |
| 2015年 | 3,588人 |         |              |      |